# Maxis (grup humà)
Els maxis són els membres d'un grup ètnic que tenen el seu territori a Benín i Togo i que parlen la llengua maxi. En aquests dos països hi ha entre 91.300 i 207.000 maxis. Els maxis són un poble que formen part de les ètnies guineanes, el seu codi ètnic és NAB59e i el seu ID és 13217.

## Situació geogràfica i pobles veïns

### Els Maxis a Benín
A Benín el 1993 hi havia 66.000 maxis i segons el joshuaproject n'hi ha 163.000. El seu territori està als municipis de Dassa-Zoume, Savalou, Bantè i Glazoué Ouèssèi, al departament de Collines i al municipi de Bassila, al departament de Donga.
Segons el mapa lingüístic de l'ethnologue hi ha dues zones maxis a Benín que estan situades al centre-nord del sud de Benín i la més septentrional la comparteixen amb els bialis. Al nord-oest limiten amb el bosc del mont Kouffé, amb els tchumbulis, els ede cabes i amb els idaques a l'est; amb els fon, al sud; i amb els ifès i els ica, a l'oest.

### Els maxis a Togo
El 1991 hi havia 25.300 maxis a Togo i segons el joshuaproject n'hi ha 44.000. El territori maxi de Togo està situat al nord i sud de la ciutat d'Atakpamé, a la regió dels Altiplans i en aldees aïllades al sud d'aquesta zona.
Segons el mapa lingüístic de Togo de l'ethnologue, hi ha dos petits territoris maxis al centre de la meitat meridional del país, més aviat cap a l'est del país. El territori més petit està situat més a l'oest del gran, que està a prop de la frontera amb Benín. Els maxis que viuen en el territori més petit limiten amb els kabiyès i els ifès a l'est i al sud; i amb els kabiyès, els nawdms, els lames i amb els tems al nord i a l'oest. El segon territori, una mica més extens, limita amb el territori dels kabiyès i dels ifès al nord, sud i oest i amb el territori dels aja, a l'est.

## Llengua
Els maxis parlen la llengua gbe maxi.

## Religió

### Maxis de Benín
La majoria dels maxis de Benín creuen en religions africanes tradicionals (66%) i el 34% restant són cristians. D'aquests, el 60% són catòlics, el 20% són protestants i el 19% pertanyen a esglésies independents. Segons el joshuaproject, el 4% dels maxis beninesos són seguidors del moviment evangèlic.

### Maxis de Togo
El 66% dels maxis togolesos creuen en religions tradicionals africanes i el 34% són cristians. D'aquests, el 35% són protestants, el 10% són catòlics i el 55% pertanyen a esglésies cristianes independents. El 4% dels maxis togolesos són evangelistes.